# Parafia św. Katarzyny Panny i Męczennicy w Złotogłowicach
Parafia św. Katarzyny Panny i Męczennicy w Złotogłowicach – rzymskokatolicka parafia położona w metropolii katowickiej, diecezji opolskiej, w dekanacie nyskim.

## Charakterystyka
Parafia św. Katarzyny Panny i Męczennicy w Złotogłowicach obejmuje swoim zasięgiem terytorium dwóch wsi: Złotogłowic i Hanuszowa. Na jej terytorium zamieszkuje obecnie około 830 wiernych.

## Historia
Złotogłowice pojawiają się po raz pierwszy na karatach historii na początku XIV wieku. We wsi istniała parafia katolicka, która figurowała w rejestrze dziesięcin z 1335 roku. Dowiadujemy się z niego, że wchodziła ona wówczas w skład archiprezbiteratu nyskiego. W późniejszym okresie została ona zdegradowana do rangi filii parafii św. Jakuba w Nysie. W 1638 r. w Złotogłowicah ponownie przywrócono osobną parafię, jednak w 1810 ponownie ją zlikwidowano.
Ostatecznie 30 stycznia 1921 r. decyzją ordynariusza wrocławskiego, kard. Adolfa Bertrama przywrócono we wsi osobną parafię. Po zakończeniu II wojny światowej parafia znalazła się w granicach Polski i nowo powstałej diecezji opolskiej. 

### Proboszczowie (po1945r.)
| L.p. | Imię i nazwisko        |
| ---- | ---------------------- |
| 1    | ks. Herman Drather     |
| 2    | ks. Franciszek Bardzik |
| 3    | ks. Augustyn Potempa   |
| 4    | ks. Norbert Waler      |
| 5    | ks. Jan Krzanowski     |
| 6    | ks. Stanisław Zapart   |
| 7    | ks. Piotr Popanda      |
| 8    | ks. Norbert Małecki    |

## Kościół
Obecny kościół parafialny pochodzi z 1904 r. i powstał na miejscu starszego rozebranego na początku XX wieku.